# Hilde Sochor
Hilde Sochor (eigentlich Hildegard Sochor; * 5. Februar 1924 in Wien; † 31. Mai 2017 ebenda) war eine österreichische Schauspielerin. Sie war über 60 Jahre lang am Wiener Volkstheater tätig und zuletzt die Doyenne des Hauses.

## Leben
Hilde Sochor wuchs mit ihrer jüngeren Schwester bei der geschiedenen Mutter und der Großmutter in Wien-Breitensee „in einem Weiberhaushalt“ auf. Weil sie sich zunächst die Schauspielerei nicht zutraute, studierte sie nach der 1942 am Gymnasium Wenzgasse abgelegten Matura Publizistik, dann auch Theaterwissenschaft, um Kulturkritikerin zu werden. Gleichzeitig nahm sie jedoch auch Schauspielunterricht am Prayner Konservatorium bei Leopold Rudolf und Wolfgang Heinz. Finanziert hat sie ihre Ausbildung als Kasperltheater-Spielerin an diversen Schulen.
Ihre ersten Erfahrungen als Schauspielerin sammelte sie am „Studio der Hochschulen“, einer Studentenbühne, an der auch Helmut Qualtinger und Karlheinz Böhm teilnahmen. Auf Initiative von Friedrich Langer, des damals Zuständigen im Unterrichtsministerium, entstand im Gebäude der österreichischen Hochschülerschaft in der Wiener Kolingasse eine Art Experimentierbühne, ein Vorläufer der Kellertheater und alternativen Theatergruppen. Hilde Sochor spielte das Gretchen und das Lieschen im Urfaust:

„Hilde Sochor als Gretchen eine ganz ausgezeichnete Leistung, von der Naiv-Ahnungsvollen (‚Meine Ruh ist hin…‘) bis zur physisch Zerrütteten (‚Heinrich, mir graut vor dir…‘) lebendigste Ausdruckskraft, wenn auch der Ausdruck des Schmerzes noch zu vertiefen wäre.“

Bereits 1946 trat sie als Frau Pollinger in Hermann Bahrs Das Konzert auf. Auch Ödön von Horváths Die Unbekannte aus der Seine erlebte dort seine eigentliche Uraufführung.
1948 promovierte sie an der Universität Wien (Dissertationsthema: „Der Einfluß des Films auf die Zeitgestaltung in der modernen Dramatik“) und legte auch die Schauspielprüfung ab. Im Oktober desselben Jahres debütierte sie an den Wiener Kammerspielen als Stubenmädchen in der Uraufführung von Alexander Lernet-Holenias Parforce und erhielt kurz darauf Anfang 1949 auch ihre erste Rolle am Wiener Volkstheater in Ludwig Anzengrubers Der Pfarrer von Kirchfeld mit dem gerade aus der Emigration zurückgekommenen Hans Jaray. In Düsseldorf spielte sie 1953 unter der Regie von Gustaf Gründgens mit Fritz Kortner in Ferdinand Raimunds Der Alpenkönig und der Menschenfeind, kehrte jedoch wieder nach Wien zurück, um von da ab nur mehr dem Volkstheater anzugehören.
1956 heiratete sie den Regisseur, Bühnenbildner und Theaterleiter Gustav Manker (1913–1988), unter dessen Leitung sie 73 Rollen, darunter viele wichtige Rollen ihrer Karriere, spielte und das legendäre Nestroy-Ensemble des Volkstheaters wesentlich mitprägte. Sie hat mit ihm drei Kinder: Die Schauspielerin Katharina Scholz-Manker (* 1956), den Schauspieler und Regisseur Paulus Manker (* 1958) und die Ärztin Magdalena Manker (* 1967). Sochors Urgroßvater war der Stadtbaumeister Ludwig Zatzka, ihr Urgroßonkel der Maler Hans Zatzka.

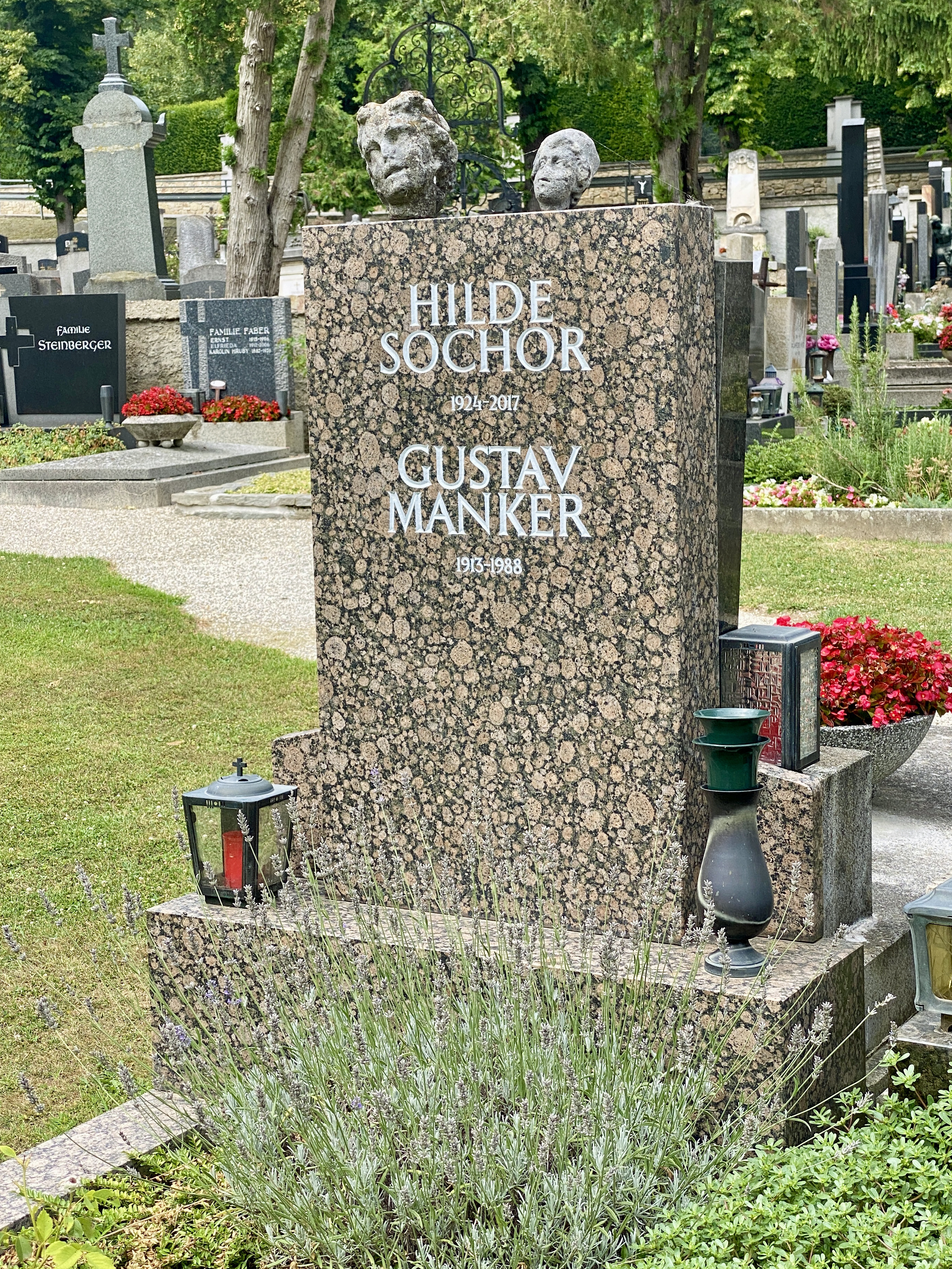
Grab von Hilde Sochor

Hilde Sochor liegt auf dem Weidlinger Friedhof in Klosterneuburg neben ihrem Mann Gustav Manker begraben.

## Rollen
In 60 Jahren stand Hilde Sochor in über dreihundert Rollen auf der Bühne: Sie spielte in Stücken von Bertolt Brecht (Yvette in Mutter Courage und ihre Kinder in der Vorstellung, die 1962 in Wien den Brecht-Boykott brach, Grusche in Der kaukasische Kreidekreis 1964, Schmuggleremma in Herr Puntila und sein Knecht Matti 1987 mit Karl Paryla unter Angelika Hurwicz, die Hausbesitzerin in Der gute Mensch von Sezuan); Ferdinand Bruckner (Verbrecher 1963); Gerhart Hauptmann (Frau John in Die Ratten 1967); Henrik Ibsen (Rosmersholm 1967); Blanche in Tennessee Williams Glasmenagerie; Karl Schönherr (Frau Suitner); Frank Wedekind (Klara Hühnerwadel in Musik, Gräfin in Der Marquis von Keith); G. B. Shaws Vivie und Frau Warren in Frau Warrens Gewerbe 1952 und 1978 und Die Millionärin; Ödön von Horváth (Die Unbekannte aus der Seine); Rolf Hochhuth (Die Hebamme); aber auch klassische Rollen wie die Amme in Romeo und Julia von William Shakespeare oder Marthe Schwerdtlein in Goethes Faust I und 1971 Marthe Rull in Kleists Der zerbrochne Krug mit Helmut Qualtinger. Neben Karl Merkatz war sie 1980 die Frau Bockerer in der Wiederentdeckung des Stückes am Volkstheater und später auch in Berlin. Bei den Salzburger Festspielen war sie 1992 unter der Regie von Andrzej Wajda in Wesele zu sehen.
Keine Schauspielerin des Wiener Theaters hat in ihrem Leben in so vielen österreichischen Volksstücken gespielt wie Hilde Sochor. Sie war in über fünfzig Rollen in Stücken von Johann Nestroy, Ferdinand Raimund und Ludwig Anzengruber zu sehen, zumeist unter der Regie von Gustav Manker, dessen berühmtem Nestroy-Ensemble sie jahrzehntelang angehörte: Agnes und Isabella in Das Haus der Temperamente (1953 bzw. 1965), Salerl in Zu ebener Erde und erster Stock (1967), die Gärtnerin Flora Baumscher in Der Talisman mit Helmut Qualtinger (1969), Madame Zichori im Gewürzkrämerkleeblatt (1972), Fräulein Blumenblatt in Einen Jux will er sich machen, Madame Schleier in Der Zerrissene (1974), Pepi Amsel in Frühere Verhältnisse (1979); in Raimunds Der Alpenkönig und der Menschenfeind spielte sie 1952 mit Fritz Kortner unter Regie von Gustaf Gründgens das Lieschen, später Rosa und das Holzweiberl in Der Verschwender (1962 bzw. 1990), Mariandl in Der Diamant des Geisterkönigs (1958), Zufriedenheit und hohes Alter in Der Bauer als Millionär (1973 mit Karl Paryla bzw. 2000); in Anzengrubers Der Pfarrer von Kirchfeld (1949, Debüt am Volkstheater), Die Kreuzelschreiber (1958), Der G’wissenswurm (1958), Der Fleck auf der Ehr (1960), Brave Leut’ vom Grund (1964), Die Trutzige (1966) und die Schalanter in Das vierte Gebot (1973). Den Begriff „Volkstheater“ wollte Hilde Sochor nicht zu eng gefasst sehen, denn „Shakespeare ist auch Volkstheater, er hat für das Volk geschrieben, und Brecht genauso.“
In Jehoschua Sobols Weiningers Nacht stand Sochor 1988 gemeinsam mit ihrem Sohn Paulus Manker (der auch Regie führte und das Stück später verfilmte) auf der Bühne des Volkstheaters; zuvor spielte sie mit ihrer Tochter Katharina Bertolt Brechts Mutter Courage und ihre Kinder.
Zu den Rollen im Alter gehörten Dr. Mathilde von Zahnd in Friedrich Dürrenmatts Die Physiker, Maria in Peter Turrinis Josef und Maria, Anna in Kerstin Spechts Amiwiesen, Fräulein Tesmann in Ibsens Hedda Gabler (Regie: Walter Schmidinger) und die Großmutter in Ödön von Horváths Geschichten aus dem Wiener Wald unter Michael Gruner. Ein großer Erfolg war auch die deutschsprachige Erstaufführung von Grace & Glorie von Tom Ziegler, sowie Späte Gegend von Lida Winiewicz. 2006 gab sie mit großem Erfolg in Cabaret die Zimmervermieterin Frl. Schneider unter der Regie von Michael Schottenberg und 2007 den Soloabend Ich bin ein Kind der Stadt, denn „die Wiener Seele ist ein Kunstobjekt, das nur auf der Theaterbühne leben kann“.
1998 spielte sie bei Felix Dvorak und unter seiner Regie in Berndorf die Großmutter in Hein R. Ungers Zwölfeläuten und 2006 auch dort die Klara Rebner in Dvoraks Volksstück Eine feine Familie.
Als Höhepunkt ihrer Alterszeit war Hilde Sochor im Wiener Rabenhof Theater zu sehen, als Mörderin Elfriede Blauensteiner in Österreichs größte Entertainer und im Werner-Schwab-Programm Seele brennt! (mit Christoph Grissemann und Dirk Stermann). Über ihre späte Liebe zu Schwab sagte Sochor in einem Interview: „Je mehr ich mich mit ihm beschäftigt habe, desto mehr faszinierte er mich. Und jetzt ist er mir so richtig ans Herz gewachsen. Wegen seiner sprachlichen Virtuosität, aber auch wegen seiner Lebensgeschichte. Bei seiner Biographie jagt es einem ja kalte Schauer über den Rücken.“

## Regietätigkeit
Hilde Sochor führte auch selbst Regie, etwa in Johann Nestroys Das Haus der Temperamente, 1990, Bruno Franks Sturm im Wasserglas, 1992, Kerstin Spechts Lila, 1993, und Eugène Labiches Der Florentinerhut, 1995.
Bis 1993 leitete sie die von ihr mitbegründete Schauspielschule des Volkstheaters. Zu ihren Schülern gehörten Ursula Strauss, Elisabeth Lanz, Aglaia Szyszkowitz, Gerold Rudle, Herbert Steinböck und Christian Dolezal.

## Film und TV
Neben dem Theater hat Hilde Sochor seit seinen Anfängen auch immer wieder für das Fernsehen und beim Film gearbeitet. Als eine der Ersten gehörte sie auch der legendären Sendung Familie Leitner an. TV-Serien – von Hallo – Hotel Sacher … Portier! über Familie Merian sowie in den Serien Die liebe Familie, Kommissar Rex bis zur urwüchsigen Mutter Schoitl im Kaisermühlen Blues. Sie spielte in Fritz Hochwälders Der Himbeerpflücker (1965) mit Helmut Qualtinger und in Der Unschuldige (1962) mit Attila Hörbiger sowie in Totstellen (1975) mit Bruno Dallansky. 1976 spielte sie neben Rudolf Prack in Wilhelm Pellerts Jesus von Ottakring, einem der ersten „neuen“ österreichischen Filme. Später spielte sie in Komödien von Reinhard Schwabenitzky und in Filmen von Peter Kern. Das Theaterstück Weiningers Nacht wurde 1988 von ihrem Sohn Paulus Manker verfilmt, der auch die Titelrolle verkörperte. In dem Film spielte sie die Mutter des jüdischen Philosophen und Selbstmörders Otto Weininger, also die Mutter ihres eigenen Sohnes. Daneben wirkte sie in einer ganzen Reihe von Hörspielen mit und plauderte zehn Jahre lang in der Sendung Im Konzertcafé als Großmutter über Wien.
Zum 80. Geburtstag drehte Hilde Sochors Sohn Paulus Manker 2004 eine Dokumentation über seine Mutter: „Das Leben brennt heut’ wieder sehr!“, nach einem Text von Werner Schwab. Im Jahr 2008 spielte sie in dem Film Echte Wiener – Die Sackbauer-Saga die Rolle der Frau Horak.
Ihre letzte bekannte Rolle spielte Hilde Sochor in dem Musikvideo der Schönbrunner Gloriettenstürmer als Großmutter des Protagonisten.

## Auszeichnungen
- 1989 Johann-Nestroy-Ring der Stadt Wien
- 1990/91 Karl-Skraup-Preis
- 2000 Ehrenmedaille der Bundeshauptstadt Wien in Gold
- 2004 Goldenes Ehrenzeichen für Verdienste um das Land Wien
- 2007 Nestroy-Theaterpreis für ihr Lebenswerk
- 2014 Großes Goldenes Ehrenzeichen für Verdienste um das Bundesland Niederösterreich
- Hilde Sochor war „Kammerschauspielerin“, „Professor“ und Doyenne des Volkstheaters.